# Селандер, Ханс
Ха́нс Йёран Селандер (швед. Hans Göran Selander; 15 марта 1945, Хельсингборг, Мальмёхус — 15 декабря 2023, Фалькенберг, Халланд) — шведский футболист, играл на позиции защитника. Участник чемпионата мира по футболу 1970 года.

## Биография

### Игровая карьера
Селандер большую часть игровой карьеры играл в Швеции за несколько команд, среди которых были «Хельсингборг», за которые он играл семь сезонов. Затем он играл за клубы «Упсала» (1970—1972) и «Сириус» (1973). Затем он уехал в Германию, где играл за один из клубов Региональной лиги вормсскую «Ворматию».
Вернувшись на родину, играл за «Сириус» и «Хальмстад», с которым выиграл два чемпионских титула в 1976 и 1979 годах. Селандер был капитаном той команды и тренер клуба в те годы Рой Ходжсон позже отзывался о нём, «что считает Селандера лучшим капитаном команды и одним из лучших игроков, которые у него были».
В составе сборной Швеции сыграл в 2 матчах на чемпионате мира по футболу 1970 года, на котором шведы не вышли из группы. Всего за национальную сборную сыграл 42 матча и забил 3 гола.

### Тренерская карьера
С 1982 по 1984 год работал главным тренером клуба «Фалькенберг».

### Смерть
Скончался 15 декабря 2023 года в возрасте 78 лет.

## Достижения
«Хальмстад»
- Чемпион Швеции (2): 1976, 1979